# Rafael Rivelles Guillem
Rafael Rivelles Guillem (València, 23 de desembre de 1898 - Madrid, 3 de desembre de 1971) fou un actor valencià.
Va nàixer al barri valencià d'El Cabanyal. Membre d'una nissaga d'artistes, els seus pares van ser els prestigiosos actors teatrals Jaime Rivelles i Amparo Guillén (Guillem). Molt prompte, Rivelles començà a treballar al teatre on arribaria a ser un dels actors més importants de l'escena espanyola.
També va treballar al cinema, però en menor mida. En els anys 30, com altres actors de l'época va anar a Hollywood on va col·laborar en les versions en castellà de pel·lícules americanes, però va tornar al cap de poc i va crear la seua pròpia companyia teatral amb la seua muller, l'actriu María Fernanda Ladrón de Guevara.
El 1925, va nàixer la seua filla Amparo Rivelles que va ser la continuadora de la tradició artística amb altres membres de la familia per línia materna, com ara Luis Merlo i Amparo Larrañaga.
Al cinema, Rivelles és recordat per la seua interpretació de Don Quixot, curiosament amb altre actor valencià, Juan Calvo, fent de Sancho Panza. Altres papers importants van ser el de Judes Iscariot en "El Beso de Judas" i un dels frares en "Marcelino Pan y Vino".
Va morir a Madrid el 1971, i d'acord amb els seus desitjos va ser soterrat amb els seus pares al cementeri d'El Cabanyal (València).

## Filmografia principal
- 1914: Prueba trágica
- 1933: El hombre que se reía del amor[4][5]
- 1947: Don Quijote de La Mancha[6]
- 1954: El beso de Judas[7]
- 1955: Marcelino, pan y vino